# Le storie perdute
Le storie perdute è il quarto capitolo della serie delle Cronache del Mondo Emerso di Licia Troisi, pubblicato nel 2014. È l'ultimo libro della Saga del Mondo Emerso, ambientato dopo la trilogia delle Leggende del Mondo Emerso.

## Trama
L'intera storia viene narrata da un menestrello incappucciato agli avventori di una locanda di Salazar, nella Terra del Vento, sotto forma di racconti narrati da diversi punti di vista.
Il primo racconto, ambientato durante lo sterminio dei mezzelfi nel periodo del Tiranno, narra le vicende della giovane maga apprendista Soana insieme all'apprendista cavaliere di drago Fen che salvano una neonata mezzelfa, unica sopravvissuta allo sterminio del villaggio in cui la famiglia era rifugiata. Per la protezione della neonata viene affidata al fratello maggiore di Soana, l'armaiolo Livon, che la crescerà come se fosse sua.
Il secondo racconto è ambientato dopo la sconfitta del Tiranno e riprende le vicende di Nihal e Sennar e del loro viaggio da esploratori nelle Terre Ignote. Sennar vuole studiare la vegetazione delle nuove terre, in particolare quella che cresce attorno a un lago presso una cascata considerata sacra dagli huyè che lì praticano i riti per i loro morti. Nell'esaminare alcuni fiori, che hanno il potere di richiamare le anime dei morti, viene posseduto da uno spirito molto antico che lo rende aggressivo nei confronti di Nihal e di loro figlio Tarik. Nihal chiede l'aiuto al villaggio degli huyè, incrocio tra gnomi ed elfi, con il quale sono legati. Il sacerdote huyè rivela a Nihal che solo un mago elfo molto dotato può salvare Sennar. Nihal, bandita dalla terre degli elfi sotto, pena la morte, decide di correre il rischio pur di salvare il marito. Si offre di aiutarla per un compenso il giovane mago elfo Klarath. Scoperta dalle guardie, deve fuggire e torna al villaggio huyè, portando con sé il mago, per prendere suo marito e tornare a casa. Klarath, dopo giorni di studi, esegue il rito che libera Sennar dallo spirito che però tenta di impossessarsi del mago. Nihal interviene riuscendo a fermare lo spirito in tempo salvando Klarath. Il mago aiuta Nihal a prendersi cura di Sennar ancora in bilico tra la vita e la morte. Quando Sennar si è ripreso Nihal decide di non uccidere Klarath ma liberarlo, facendogli promettere di non rivelare alle guardie elfiche il suo nascondiglio. Qualche mese dopo viene catturata e imprigionata dagli elfi assieme a tutta la famiglia e al suo drago. Al processo, il Consiglio degli Elfi stabilisce che la condanna di Nihal per aver infranto l'esilio sarà la morte di Sennar. Nihal allora offre la sua vita in cambio della salvezza della sua famiglia e prima che qualcuno possa intervenire, si strappa il talismano magico che la teneva in vita e muore all'istante.
Il pubblico della locanda, sconvolto alla notizia della morte di Nihal, chiede al menestrello altri racconti che parlino dell'eroina. Il terzo racconto narra di una storia ambientata cento anni dopo la morte di Nihal. Nihal è stata riportata in vita dal mago Lefthika e dal suo assistente-schiavo Ren. Gli elfi, sconfitti dopo che il loro capo Kryss aveva dichiarato guerra al Mondo Emerso, vivono ormai in pace con gli huyè e le razze del Mondo Emerso, tranne una piccola cerchia di irriducibili guidati dalla guerriera Ekhtir, braccio destro di Kryss durante la guerra. Nihal, dopo un primo momento di ribellione decide di aiutare il villaggio perché è l'unico modo per ritornare nel mondo degli spiriti insieme ai suoi cari. Infatti se dovesse solo morire il suo spirito rimarrebbe nel mondo dei vivi. Nihal decide di richiamare il suo drago, ormai vecchio, Oarf e addestrare il villaggio degli huyè, solitamente pacifico, per sapersi difendere dagli elfi. Intanto stringe amicizia con gli abitanti del villaggio e soprattutto con Ren prima suo scudiero poi suoi amico. Lefthika vuole guadagnare attraverso Nihal così decide di imprigionarla con una magia e andarsene anche con Ren. Nihal riesce a liberarsi grazie all'aiuto di Ren che ferisce gravemente il mago, e tornano al villaggio degli huyè che nel frattempo è stato attaccato di nuovo dagli elfi. Nihal quindi decide di attaccare gli elfi di sorpresa insieme ai pochi combattenti rimasti degli huyè, Oarf e le arti magiche di Ren. Dopo una battaglia gli huyè riescono ad avere la meglio sugli elfi, Nihal uccise Ekthir, donandole la pace che cercava. Durante i festeggiamenti, Nihal chiede di essere liberata dall'incantesimo che l'aveva riportata in vita per poter tornare dai suoi cari nel mondo degli spiriti.
Il menestrello non rivela però al pubblico cosa successe dopo. La locandiera Melna chiede al menestrello come facesse a conoscere quelle storie e, di nascosto dal pubblico, il menestrello le mostra il suo volto: era Nihal.
Uno degli avventori della locanda si incammina verso la foresta dove un tempo sorgeva il Padre della Foresta. Lefthika sentiva una presenza dietro di sé e si accorse di essere seguito. Era il menestrello che gli raccontò la fine della storia precedente.
Ren prima di praticare la magia per riportare Nihal nella terra dei morti volle fare degli accertamenti e trovò su di lei un sigillo che non permetteva al suo spirito di tornare al mondo dei morti. Così Nihal e Ren intrapresero un viaggio alla ricerca dell'unico mago che aveva un motivo per vendicarsi ed imporle un sigillo, Lefthika.
Lefthika decise di levare il sigillo a Nihal, poi prova un'ultima mossa per uccidere Nihal ma lei reagisce e lo uccide. Ren sta per compiere su di lei il rito per riportala nel mondo dei morti ma Nihal cambia idea. Si ricorda della proposta fatta da uno dei guardiani dei templi mentre combatteva contro il Tiranno, la Guardiana della Terra dei Giorni Thoolan le avevo promesso di poter vivere nel suo santuario per sempre insieme alle persone che aveva perduto. Così Nihal e Ren si incamminano per un nuovo viaggio alla ricerca del santuario.

## Personaggi e luoghi
Alormath: nome elfico di una particolare varietà di fiori che cresce presso la Cascata degli Spiriti.
Athor: capovillaggio di Maju, popolato da Huye.
Cascata degli Spiriti: luogo mistico, venerato da huye ed elfi, confine tra mondo dei vivi e mondo dei morti.
Dola:gnomo, guerriero dell'esercito del Tiranno, fratello di Ido.
Ekhtir: elfo a capo del gruppo che tiranneggia il villaggio Maju, che ha combattuto a fianco a Kryss.
Elfi: antichi abitanti del Mondo Emerso, lo abbandonarono stabilendosi nelle Terre Ignote quando le altre razze iniziarono a popolarlo e che si credono superiori a loro.
Erak Maar: nome elfico del Mondo Emerso.
Fammin: creature mostruose create dalla magia del Tiranno allo scopo di combattere nelle sue schiere.
Felnek: braccio destro di Lakka, di stanza con le truppe impegnate nella caccia ai mezzelfi nella Terra del Mare.
Fen: Cavaliere di Drago, compagno di Soana.
Huyè: popolo nato dall'incrocio di gnomi e elfi che vive nelle Terre Ignote.
Ido: gnomo, Cavaliere di Drago e maestro di Nihal.
Jat: capovillaggio huye, amico di Nihal e Sennar.
Karna: giovane mezzelfo, madre di Nihal.
Klarath: giovane mago elfico cui si rivolge Nihal.
Kryss: re degli elfi che guida il proprio popolo alla riconquista del Mondo Emerso.
Laio: scudiero, ex compagno di Accademia di Nihal e suo amico.
Lakka: luogotenente del Tiranno a capo delle truppe impegnate nella caccia ai mezzelfi nella Terra del Mare.
Lefthika: mago elfico capace di resuscitare i morti, bandito dalle Terre Elfiche per questa sua capacità.
Livon: padre adottivo di Nihal e fratello di Soana.
Lurh: Supremo Sacerdote del villaggio huye frequentato da Nihal e Sennar.
Mayu: villaggio huye tiranneggiato dagli elfi di Ekthir.
Makthar: giovane mezzelfo, padre di Nihal.
Marvash: Distruttore in lingua elfica. Figura mitologica che appare periodicamente nel Mondo Emerso per devastarlo.
Melna: camieriera in una locanda di Salazar.
Menorath Karva: nome elfico della Cascata degli Spiriti.
Mondo Sommerso: terra che si trova sotto l'oceano costruita da esuli nel Mondo Emerso.
Nelor: una della quattro città che gli elfi hanno edificato nelle Terre Ignote.
Nihal: mezzelfo, eroina che ha salvato il Mondo Emerso dal Tiranno, Sheireen.
Oarf: drago di Nihal, usato da San per i suoi spostamenti, fino a quando non decide di abbandonare il Mondo Emerso.
Phos: capo dei folletti, ultimo rimasto.
Prekotar Anirè: nome huye della Cascata degli Spiriti.
Refti: elfo, braccio destro di Ekhtir.
Ren: giovane mago dei Domini del Sud, schiavo di Lefthika, capace di ricostruire arti e corpi.
Revrar: profugo mezzelfo, ex soldato, sopravvissuto all'assedio di Seferdi.
Salazar: città-torre capitale della Terra del Vento.
San: nipote di Nihal e Sennar, braccio destro di Kryss, Marvash.
Seferidi: capitale della Terra dei Giorni.
Sennar: potente mago, marito di Nihal.
Sheireen: Consacrata in lingua elfica. Figura mitologica che appare periodicamente nel Mondo Emerso con lo scopo di contrastare il Marvash.
Shevraar: nome elfico di Thenaar, Dio del Fuoco e della Guerra.
Soana: maga, ex membro del consiglio dei maghi, colei che ha trovato Nihal, prima maestra di Sennar e sorella di Livon.
Tarik: figlio di Nihal e Sennar.
Terre Ignote: territori al di là del Saar.
Thoolan: spirito naturale che presiede il controllo del tempo.
Tiranno: nome con il quale era conosciuto Aster, un mezzelfo.

## Edizioni
- Licia Troisi, Le storie perdute, Arnoldo Mondatori Editore S.p.A., Milano, 2014, pp. 388, ISBN 978-88-04-64449-1.